# بيدرو ريجويرو
بيدرو ريجويرو باجولا (بالإسبانية: Pedro Regueiro Pagola؛ 19 ديسمبر 1909 – 11 يونيو 1985) كان لاعب كرة قدم إسباني لعب كلاعب خط وسط.

## المسيرة
ولد ريجويرو في إرون في إقليم الباسك، وبدأ مسيرته الكروية في نادي ريال يونيون في عام 1925. انتقل إلى نادي ريال بيتيس لمدة موسم واحد في عام 1929، وبعد ذلك عاد إلى نادي ريال يونيون لموسمين آخرين. في عام 1932 انتقل إلى ريال مدريد حيث لعب مع شقيقه الأكبر لويس ريجويرو.
في عامي 1937 و1938، أثناء الحرب الأهلية الإسبانية في وطنه، لعب لفريق الباسك التمثيلي الذي قام بجولة في أوروبا والأمريكتين، وانتهى به الأمر في المكسيك حيث لعب في البداية لصالح نادي ديبورتيفو إوزكادي (فريق المنفيين الباسكيين) في دوري الدرجة الأولى لموسم 1938–39. ثم انضم إلى نادي أستورياس المكسيكي حيث لعب مع شقيقه الأصغر توماس ريجويرو، وساعد النادي على الفوز بأول بطولة في الدوري المكسيكي الممتاز الذي تم إنشاؤه حديثًا (1943–44).

## الحياة الشخصية
في عام 1939 استقر ريغويرو في المكسيك، حيث تزوج بيري روميرو في عام 1943 وأنجب أربعة أطفال: بيدرو، ماري كارمن، ماريا يوجينيا وخوسيه.

## وصلات خارجية
- Pedro Regueiro على موقع قاعدة بيانات كرة القدم.إي يو (الإنجليزية)
- Pedro Regueiro على موقع ناشيونال فوتبول تيمز (الإنجليزية)
- Pedro Regueiro على موقع عالم كرة القدم.نت (الإنجليزية)